# Френч-Кемп (Міссісіпі)
Френч-Кемп (англ. French Camp) — місто (англ. town) в США, в окрузі Чокто штату Міссісіпі. Населення — 256 осіб (2020).

## Географія
Френч-Кемп розташований за координатами 33°17′32″ пн. ш. 89°23′57″ зх. д. / 33.29222° пн. ш. 89.39917° зх. д. (33.292334, -89.399280).  За даними Бюро перепису населення США в 2010 році місто мало площу 2,56 км², з яких 2,54 км² — суходіл та 0,02 км² — водойми.

## Демографія
Згідно з переписом 2010 року, у місті мешкали 174 особи в 57 домогосподарствах у складі 37 родин. Густота населення становила 68 осіб/км².  Було 66 помешкань (26/км²).
Расовий склад населення:
| - 93,7 % — білих - 4,6 % — чорних або афроамериканців |

До двох чи більше рас належало 1,7 %. Частка іспаномовних становила 5,7 % від усіх жителів.
За віковим діапазоном населення розподілялося таким чином: 34,5 % — особи молодші 18 років, 51,1 % — особи у віці 18—64 років, 14,4 % — особи у віці 65 років та старші. Медіана віку мешканця становила 32,6 року. На 100 осіб жіночої статі у місті припадало 74,0 чоловіків;  на 100 жінок у віці від 18 років та старших — 81,0 чоловіків також старших 18 років.
Середній дохід на одне домашнє господарство  становив 55 033 долари США (медіана — 48 750), а середній дохід на одну сім'ю — 60 185 доларів (медіана — 60 750). За межею бідності перебувало 18,0 % осіб, у тому числі 12,0 % дітей у віці до 18 років та 27,8 % осіб у віці 65 років та старших.
Цивільне працевлаштоване населення становило 110 осіб. Основні галузі зайнятості: освіта, охорона здоров'я та соціальна допомога — 34,5 %, роздрібна торгівля — 18,2 %, мистецтво, розваги та відпочинок — 14,5 %, сільське господарство, лісництво, риболовля — 10,9 %.